# Tabella di Cayley
Una tabella di Cayley, detta anche tavola di composizione, è una tabella a doppia entrata che descrive la struttura di un gruppo finito. Deve il nome al matematico britannico Arthur Cayley.
La tabella mostra i risultati di tutti i possibili prodotti tra gli elementi del gruppo, in modo simile ad una tavola pitagorica. Permette di trovare velocemente l'inverso di un dato elemento e di dedurre proprietà del gruppo quali l'abelianità o il centro.
Dato un gruppo {\displaystyle G=\left\{g_{1},g_{2},g_{3},...\right\}} con operazione binaria {\displaystyle \star }, la tabella di Cayley mostra, per ogni coppia di elementi {\displaystyle g_{i},g_{j}\in G}, il risultato dell'operazione {\displaystyle g_{i}\star g_{j}}. L'intersezione della riga {\displaystyle i} e della colonna {\displaystyle j} contiene quindi il risultato del prodotto {\displaystyle g_{i}\star g_{j}}.
Un semplice esempio è la tabella di Cayley per il gruppo {\displaystyle \{1,-1\}} con moltiplicazione ordinaria.
| ×  | 1  | −1 |
| -- | -- | -- |
| 1  | 1  | −1 |
| −1 | −1 | 1  |

## Struttura
Siccome una tabella di Cayley può essere usata per  descrivere gruppi che non sono abeliani, il prodotto {\displaystyle a\star b} potrebbe essere diverso da {\displaystyle b\star a} per una qualche scelta di {\displaystyle a} e {\displaystyle b} appartenenti a {\displaystyle G}. Per evitare ambiguità, è in uso la convenzione che l'elemento corrispondente alla riga è a sinistra dell'operazione di moltiplicazione, e quello che corrisponde alla colonna è a destra: quindi l'intersezione della riga di {\displaystyle a} e della colonna di {\displaystyle b} contiene {\displaystyle a\star b} e non {\displaystyle b\star a}, come nel seguente esempio:
| {\displaystyle \star } | a  | b  | c  |
| ---------------------- | -- | -- | -- |
| a                      | a2 | ab | ac |
| b                      | ba | b2 | bc |
| c                      | ca | cb | c2 |

## Proprietà
Siccome la moltiplicazione in un gruppo abeliano è commutativa, una tabella di Cayley è simmetrica rispetto alla diagonale se e solo se il gruppo che rappresenta è abeliano. Il gruppo {\displaystyle \left\{1,-1\right\}} con moltiplicazione ordinaria, mostrato sopra, è un esempio di gruppo con tabella simmetrica.
A causa della proprietà di cancellazione degli elementi di un gruppo, una qualsiasi colonna o riga non può contenere un dato elemento più di una volta. Ne consegue che le righe e le colonne sono permutazioni degli elementi del gruppo.
La tabella di Cayley di un gruppo è quindi un esempio di quadrato latino.